# Општина Халмађел
Халмађел (рум. Hălmăgel) општина је у Румунији у округу Арад.
Oпштина се налази на надморској висини од 386 m.